# Nestor Film Company
Die Nestor Film Company, ursprünglich Nestor Motion Picture Company, ist eine erloschene US-amerikanische Filmproduktionsgesellschaft. Sie wurde 1909 gegründet und vereinigte sich 1912 mit dem Filmverleiher Universal Film Manufacturing Company.

## Geschichte
Die Nestor Film Company wurde 1909 als eigenständiges Unternehmen der Centaur Film Company gegründet und war in Bayonne, New Jersey ansässig. Es wurde von den Brüdern David Horsley und William Horsley geleitet.
Am 27. Oktober 1911 eröffnete Nestor das erste Hollywoodstudio, dass auch tatsächlich im Stadtteil Hollywood lag. Es lag im Blondeau Tavern Haus zwischen Sunset Boulevard und Gower Street. Das erste Filmstudio in Hollywood wurde direkt hinter dem Gebäude gebaut.
Andere Filmstudios, die eigentlich an der Ostküste der USA ansässig waren, zogen daraufhin ebenfalls nach Los Angeles. Das milde kalifornische Klima erlaubte Filmaufnahmen das ganze Jahr über. Zuvor musste der ambitionierte Studioboss Al Christie zwischen der Ost- und Westküste pendeln, da an diesen Standorten mit den Brüdern Horsley beliebte Stummfilme sowie die „Mutt and Jeff“-Trickfilme gedreht wurden. Man entschied sich dazu, drei separate Produktionsgesellschaften zu gründen. Ein Tochterunternehmen in Hollywood unter der Leitung von Milton H. Fahrney produzierte wöchentlich einen Western während ein anderes Unternehmen durch Tom Ricketts jede Woche ein Drama abfilmte. Ein drittes Unternehmen unter der Leitung von Al Christie kümmerte sich um die wöchentliche „Mutt and Jeff“-Episode. Die Gebrüder Horsley blieben in New Jersey, wo sie sich mit der Entwicklung und dem Verleih der Hollywoodfilme beschäftigten.
Am 20. Mai 1912 fusionierte Nestor mit der Universal Film Manufacturing Company Weitere Filmstudios, darunter die Independent Moving Pictures Company von Carl Laemmle fusionierten ebenfalls mit den Universal Studios.  Nestor wurde daraufhin zu einer Marke, die von Universal noch bis 1917 verwendet wurde.